# Mátészalkai MTK
Mátészalkai Munkás Testgyakorlók Köre (Mátészalkai MTK, MMTK) – węgierski klub piłkarski z siedzibą w mieście Mátészalka. W sezonie 2011/2012 klub uczestniczy w rozgrywkach I ligi komitatu Szabolcs-Szatmár-Bereg, która jest czwartym poziomem ligowym.

## Historia

### Chronologia nazw
Veszprémi Vasas VTC
- 1919: Mátészalkai Testgyakorlók Köre (TK)
- 1929: Mátészalkai TSE
- 1933: Mátészalkai TK
- 1945: Mátészalkai TK-VSE (fuzja z Mátészalkai VSE)
- 1948: Mátészalkai Dolgozók Testgyakorló Köre (DTK)
- 1951: Mátészalkai DTE Építők
- 1955: Mátészalkai Spartacus
- 1957: Mátészalkai Testgyakorló Köre (fuzja Mátészalkai Spartacus, Mátészalkai Petőfi-Vörös Meteor, Mátészalkai Fáklya SK i Mátészalkai Traktor SK)
- 1963: Mátészalkai MEDOSZ SE
- 1973: Mátészalkai MEDOSZ-VMSK
- 1977: Mátészalkai Munkás Testgyakorlók Köre (MTK)
- 2000: Kislétai SE-Mátészalka FC (połączenie z Kislétai SE)
- 2003: Mátészalka FC
- 2008: Mátészalkai MTK

Klub powstał w 1919 roku. Nigdy nie zdołał awansować do Nemzeti Bajnokság I. Najwyższą pozycją ligową było 10. miejsce w drugiej lidze w sezonie 1948/49.